# 29-та дивізія підводних човнів (Імперський флот)
29-та дивізія підводних човнів (Імперський флот) — підрозділ Імперського флоту Японії, кораблі якого взяли участь у Другій світовій війні.
До дивізії входили великі підводні човни типу KD4 — I-61, I-62 та I-64 (перший завершений будівництвом у 1929, а два інші у 1930 році). Після формування у квітні 1929-го 29-та дивізія належала до військово-морського округу Сасебо, а 1 грудня 1930-го була включена до 1-ї ескадри підводних човнів. У 1933 році 29-ту дивізію передали до 2-ї ескадри підводних човнів, але в 1936-му повернули до 1-ї. У 1940-му 29-та дивізія вже належала до 5-ї ескадри підводних човнів.
2 жовтня 1941-го І-61 під час переходу до пункту збору флоту зіткнувся з переобладнаним канонерським човном «Кісо-Мару» та швидко затонув разом з усім екіпажем.
Два інші човни дивізії 1 грудня 1941-го, за кілька діб до відкриття бойових дій, вирушили з порту Самах (китайський острів Хайнань) до визначених їм районів у Південнокитайському морі, де разом з кораблями інших підрозділів мали сформувати патрульну лінію поблизу півострова Малакка (на останній планувалось висадити десант того ж дня, коли ударне авіаносне з'єднання атакує Перл-Гарбор). Під час цього походу вони не досягли якихось успіхів та 27 грудня прибули до бухти Камрань (центральна частина узбережжя В'єтнаму).
Протягом січня — березня 1942-го І-62 та І-64 здійснили два походи для дій на ворожих комунікаціях у Індійському океані, при цьому під час першого з них вони вийшли до океану в обхід острова Ява зі сходу через протоку Ломбок (між островами Балі та Ломбок), а завершили його на західному узбережжі півострова Малакка в Пенанзі, який на найближчі кілька років стане базою японського підводного флоту для дій у Індійському океані. Під час цих походів човни потопили шість цивільних суден, проте лише чотири перемоги (всі здобуті І-64) припали на період до 10 березня, коли вийшов наказ про розформування 29-ї дивізії.
Кораблі колишньої дивізії перевели на поповнення інших підрозділів, які теж уже втратили еталонну тричовнову структуру — І-62 до 28-ї дивізії, а І-64 до 30-ї дивізії підводних човнів.